# G-20 topmødet i Australien 2014
G-20 topmødet i Australien 2014 blev det niende møde for regeringscheferne i G20.
Mødet blev afholdt d. 15–16 november 2014 i Brisbane Convention & Exhibition Centre
i Brisbane.

## Dagsorden
Australske medier sagde at Australien ville få en betydelg effekt på dagsordenen.

## Forberedelser
Den Australske premierminister Julia Gillard blev under G-20 topmødet i Cannes 2011 bedt om at lade Australien blive vært for nødet i 2014.

## Deltagende statsledere
- Argentina
Axel Kicillof, Finansminister
- Australien
Tony Abbott, Premierminister (vært)
- Brasilien
Dilma Rousseff, Præsident
- Canada
Stephen Harper, Premierminister
- Frankrig
François Hollande, Præsident
- Tyskland
Angela Merkel, Forbundskansler
- Indien
Narendra Modi, Premierminister
- Indonesien
Joko Widodo, Præsident
- Italien
Matteo Renzi, Premierminister
- Japan
Shinzō Abe, Premierminister
- Mexico
Enrique Peña Nieto, Præsident
- Rusland
Vladimir Putin, Præsident
- Saudi-Arabien
Salman, Regent
- Sydafrika
Jacob Zuma, Præsident
- Sydkorea
Park Geun-hye, Præsident
- Tyrkiet
Ahmet Davutoğlu, Premierminister
- Storbritannien
David Cameron, Premierminister
- USA
Barack Obama, Præsident
- Europæiske Union
Herman Van Rompuy, Formand for Det Europæiske Råd
- Europæiske Union
Jean-Claude Juncker, Europa-Kommissionsformand

### Inviterede gæster
- Mauritanien
Mohamed Ould Abdel Aziz, Præsident , formand for den Afrikanske Union (2014-15)
- Myanmar
Thein Sein, Præsident
- New Zealand
John Key, Premierminister
- Senegal
Macky Sall, Præsident
- Singapore
Lee Hsien Loong, PremierEminister
- Spanien
Mariano Rajoy, Premierminister